# 13-я танковая дивизия (вермахт)
13-я танковая дивизия (13. Panzer-Division) — тактическое соединение сухопутных войск вооружённых сил нацистской Германии. Принимала участие во Второй мировой войне. Сформирована в октябре 1940 года на основе 13-й моторизованной дивизии.

## Боевой путь дивизии
К исходу 21 июня 1941 года 13-я танковая дивизия III моторизованного корпуса находилась в лесах севернее Томашува — в 40—50 км от линии фронта.
С 22 июня 1941 года — в операции «Барбаросса» (война против СССР), в составе группы армий «Юг». Практически с самого начала вторжения вела тяжёлые бои.
Командир же IX армейского корпуса Герман Гейер утверждает в своих мемуарах, что 22 июня 13-я ТД прикрывала его корпус с юга от «Белостокского выступа».
26 июня 1941 года советская 20-я танковая дивизия в составе 9-го механизированного корпуса участвовала в контрударе в районе Дубно против 13-й танковой и 299-й пехотной дивизий вермахта. К исходу дня из-за угрозы окружения отошла к Клевани.
Участвовала в прорыве «линии Сталина», в боях под Уманью, в наступлении на Киев и его окружении. Дивизия заняла Кременчуг и 25 августа, в районе Днепропетровска, захватила первый немецкий плацдарм на левом берегу Днепра.
Участвовала в окружении советских войск под Черниговкой (у Азовского моря), взятии Мариуполя, Таганрога и Ростова-на-Дону, который советские войска вскоре отбили. Попытка 13-й танковой дивизии атаковать вдоль железной дороги Таганрог — Ростов-на-Дону была отбита. К этому времени дивизия понесла большие потери, а уцелевший личный состав был крайне измотан.
В 1942 году — бои на реке Миус, затем наступление по Кубани, взятие Моздока (выход к Кавказскому хребту). В ноябре была окружена в результате контрнаступления советских войск, но сумела вырваться из кольца, понеся при этом огромные потери.
На 24 января 1943 года командный пункт 13-й танковой дивизии г. Кропоткин Краснодарского края.
В 1943 году — отступление в Крым, откуда, пополнившись, была направлена в район Харькова, Запорожья.
20 августа 1943 года из остатков 13-й танковой дивизии был образован моторизованный полк под командованием командира 66-го моторизованного полка Альберта Брукса в составе: штаба, штабной роты, 1-го батальона (командир майор Вальдемар фон Гацен) 66-го моторизованного полка и приданных 1-го батальона, 9-й и 10-й рот 93-го моторизованного полка.
27 августа 1943 года остатки 13-й танковой дивизии в составе штаба, штабной роты, 1-го батальона 66-го моторизованного полка и приданных 1-го батальона, 9-й и 10-й рот 93-го моторизованного полка 4-го танко саперного батальона под командованием полковника Эрнста прибыла отступая из Василевка (Амвросиевский район) в с. Анастасиевка (Ростовская область) .
28 августа 1943 года в 14:30 боевая группа 13-й танковой дивизии вермахта под командованием полковника Эрнста в составе: 4-го танко-саперного батальона, 1-го батальона, 9-й и 10-й рот 93-го моторизованного полка, штаба и остатков 66-го моторизованного полка, 3-й и 8-й батарей артиллерийского полка, 2-й батареи самоходно артиллерийского дивизиона вышла с восточной окраины Анастасиевка (Ростовская область) в направлении Назаров-Красная Колония — таким образом вышла из окружения. Источник ЦАМО. Фонд 500. Опись. 12482. Дело 416. Документы оперативного отдела 66-го моторизованного полка: боевые донесения (ЖБД) 66-го моторизованного полка.
В августе была окружена под Мелитополем, с боями прорвала кольцо окружения. Пробивалась с боями к Днепру, участвовала в боях на Никопольском плацдарме, отступила до Кривого Рога.
В 1944 году — отступление к Днестру. В августе 1944 года дивизия понесла тяжёлые потери, остатки дивизии отведены в Венгрию. Пополнена новобранцами в сентябре 1944 года. На 13 октября 1944 года в составе 3-го танкового корпуса 6-й полевой армии, входившей в состав группы армий «Южная Украина».
В январе 1945 года практически уничтожена в боях в районе Будапешта.

## Состав дивизии
1941 год
- 4-й танковый полк (Panzer-Regiment 4)
- 13-я стрелковая бригада
  - 66-й стрелковый полк (Schützen-Regiment 66)
  - 93-й стрелковый полк (Schützen-Regiment 93)
- 13-й артиллерийский полк (Artillerie-Regiment 13)
- 43-й мотоциклетный батальон (Krad-Schützen-Bataillon 43)
- 13-й противотанковый артиллерийский дивизион
- 13-й батальон связи (Nachrichten-Abteilung 13)
- 4-й сапёрный батальон
- 13-й разведывательный батальон
- дивизионные части подвоза и снабжения под номером 13 (Versorgungstruppen 13)

На 22 июня 1941 года в составе 13-й танковой дивизии 3-го МК насчитывалось 149 танков: 45 танков Pz.II, 27 танков Pz.III с 37-мм пушкой, 44 танка Pz.III с 50-мм пушкой, 20 танков Pz.IV и 13 командирских машин.

| 1943 год - 4-й танковый полк - 66-й механизированный полк (Panzer-Grenadier-Regiment 66) - 93-й механизированный полк (Panzer-Grenadier-Regiment 93) - 13-й артиллерийский полк (Panzer-Artillerie-Regiment 13) - 13-й разведывательный батальон (Panzer-Aufklärungs-Abteilung 13) - 13-й противотанковый артиллерийский дивизион (Panzerjäger-Abteilung 13) - 271-й дивизион ПВО (Heeres-Flak-Abteilung 271) - 4-й сапёрный батальон (Panzer-Pionier-Bataillon 4) - 13-й батальон связи (Panzer-Nachrichten-Abteilung 13) - войска снабжения (Panzer-Divisions-Nachschubtruppen 13) | 1944 год - 4-й танковый полк - 66-й моторизованный полк - 93-й моторизованный полк - 13-й артиллерийский полк - 13-й полевой запасный батальон - 13-й разведывательный батальон - 271-й дивизион ПВО - 13-й противотанковый артиллерийский дивизион - 4-й сапёрный батальон - 13-й танковый батальон связи - дивизионные части подвоза и снабжения под номером 13 |

## Командиры дивизии
- С 11 октября 1940 — генерал-майор Фридрих-Вильхельм фон Роткирх унд Пантен
- С 25 июня 1941 — генерал-майор Вальтер Дюверт
- С 1 декабря 1941 — полковник (с апреля 1942 — генерал-майор) Траугот Херр
- С 1 декабря 1942 — генерал-майор Вальтер Кризолли
- С 15 мая 1943 — генерал-майор Хельмут фон дер Шевалери
- С 1 сентября 1943 — полковник Эдуард Хаузер
- С 26 декабря 1943 — генерал-майор Ханс Микош
- С 25 мая 1944 — генерал-майор Ханс Трёгер
- С 9 сентября 1944 — генерал-майор Герхард Шмидхубер

## Награждённые Рыцарским крестом Железного креста

### Рыцарский Крест Железного креста (35)
- Вальтер Дюверт, 30.07.1941 — генерал-майор, командир 13-й танковой дивизии
- Альберт Брукс, 12.09.1941 — капитан, командир 1-го батальона 66-го стрелкового полка
- Траугот Херр, 02.10.1941 — полковник, командир 13-й стрелковой бригады
- Ганс-Герман Зассенберг, 23.10.1941 — лейтенант, командир взвода 2-й роты 13-го танкового разведывательного батальона
- Фриц Мойсгайер, 15.11.1941 — обер-фельдфебель, старший автомеханик 3-й роты 13-го противотанкового артиллерийского дивизиона
- Рихард Гамбитц, 27.05.1942 — обер-ефрейтор штабной роты 93-го стрелкового полка
- Иоганн-Иоахим Фосс, 27.05.1942 — обер-лейтенант резерва, командир 5-й роты 93-го стрелкового полка
- Харальд Штольц, 28.08.1942 — оберстлейтенант, командир 43-го мотоциклетного батальона
- Фриц Шельхорн, 04.09.1942 — обер-фельдфебель, командир взвода штабной роты 66-го стрелкового полка
- Хайнц Реферхон, 16.09.1942 — лейтенант, командир взвода 1-й роты 43-го мотоциклетного батальона
- Вальдемар фон Гацен, 18.09.1942 — обер-лейтенант, командир 2-й роты 66-го моторизованного полка
- Герберт Гомилле, 25.10.1942 — капитан, командир 2-го батальона 4-го танкового полка
- Руди Браше, 09.11.1942 — обер-ефрейтор, командир отделения 4-й роты 93-го моторизованного полка
- Иоахим Барт, 17.12.1942 — капитан, командир 13-го противотанкового артиллерийского дивизиона
- Фриц Кремер, 17.12.1942 — оберстлейтенант Генерального штаба, начальник оперативного отдела штаба 13-й танковой дивизии
- Хелльмут фон дер Шеваллери, 30.04.1943 — генерал-майор, командир 13-й танковой дивизии
- Фридрих-Эрдманн фон Хаке, 23.11.1943 — полковник, командир 4-го танкового полка
- Вальтер Обст, 30.11.1943 — лейтенант, командир 4-й роты 66-го моторизованного полка
- Вильгельм Шлееф, 11.12.1943 — обер-ефрейтор, пулемётчик 7-й роты 66-го моторизованного полка
- Хубертус Хертвиг, 05.01.1944 — майор, командир 1-го батальона 66-го моторизованного полка
- Манфред Йордан, 11.01.1944 — санитар-унтер-офицер, командир взвода 4-й роты 66-го моторизованного полка
- Эмиль Фоглер, 24.01.1944 — унтер-офицер отряда связных мотоциклистов штаба 1-го батальона 93-го моторизованного полка
- Рудольф Беккер, 23.02.1944 — обер-лейтенант, командир 1-й роты 66-го моторизованного полка
- Иоганн Зауэр, 15.05.1944 — капитан резерва, командир 1-го батальона 93-го моторизованного полка
- Вильгельм Грунге, 03.07.1944 — обер-ефрейтор, командир отделения 4-й роты 93-го моторизованного полка
- Манфред Вендт, 09.07.1944 — капитан, командир 1-го батальона 66-го моторизованного полка
- Густав Зольднер, 18.07.1944 — обер-лейтенант резерва, командир 1-й роты 66-го моторизованного полка
- Отто Эрдманн, 09.12.1944 — обер-лейтенант, командир 2-й роты 66-го моторизованного полка
- Герхард Папст, 15.01.1945 — ротмистр, командир 13-го танкового разведывательного батальона
- Артур фон Экешпарре, 15.01.1945 — оберстлейтенант Генерального штаба, начальник оперативного отдела штаба 13-й танковой дивизии
- Пауль Кремер, 07.02.1945 — оберстлейтенант, командир 93-го моторизованного полка
- Карл Шиттхельм, 07.02.1945 — обер-ефрейтор, связной 6-й роты 66-го моторизованного полка
- Рудольф Вебер, 14.02.1945 — фельдфебель, командир взвода 9-й роты 4-го танкового полка
- Курт Мюллер, 14.02.1945 — обер-лейтенант, командир 6-й роты 4-го танкового полка
- Фридрих Роте, 17.03.1945 — обер-лейтенант, командир 5-й роты 93-го моторизованного полка

### Рыцарский Крест Железного креста с Дубовыми листьями (5)
- Траугот Херр (№ 110), 09.08.1942 — генерал-майор, командир 13-й танковой дивизии
- Вальдемар фон Гацен (№ 182), 18.01.1943 — капитан, командир 1-го батальона 66-го моторизованного полка и боевой группы 13-й танковой дивизии
- Эдуард Хаузер (№ 376), 26.01.1944 — генерал-майор, командир 13-й танковой дивизии
- Герхард Шмидхубер (№ 706), 21.01.1945 — генерал-майор, командир 13-й танковой дивизии
- Вильгельм Шёнинг (№ 707), 21.01.1945 — майор резерва, командир 66-го моторизованного полка

### Рыцарский Крест Железного креста с Дубовыми листьями и Мечами
- Вальдемар фон Гацен (№ 38), 03.10.1943 — майор, командир 66-го моторизованного полка